# 上海軌道交通5号線
上海軌道交通5号線（シャンハイきどうこうつう5ごうせん、中文表記: 上海轨道交通5号线、英文表記: Shanghai Metro Line 5）は、中華人民共和国上海市閔行区の莘荘駅から奉賢区の奉賢新城駅（本線）、および閔行区の閔行開発区駅（支線）を結ぶ上海軌道交通の路線。別称は莘閔線（しんびんせん、シェンミンせん、莘闵线）。

## 概要
5号線は当初、上海市莘閔ライトレールとして計画され、上海申通集団有限会社、上海閔行城市建設投資開発有限会社、上海閔行総合発展有限会社から成る上海莘閔軌道交通発展有限会社により投資された。閔行区政府が提出した路線計画により、唯一一つの区政府が路線建設に投資した。現在の5号線は上海地鉄第一運営有限公司が運営している。
5号線はもともとR1号線の南区間として計画された。しかし閔行区が早期の開業を要望したため、「城市高架有軌電車莘閔線」として2000年8月8日に着工、独立した運営となった。全長は17.206 kmで、莘荘駅から410 mを除き高架区間である。莘庄駅のみ地上駅で、その他は高架駅であった。工事費用は34.37億元。路線は2002年12月28日に竣工し、2003年11月25日から営業運転を開始した。
閔浦二橋の建設により、南延伸区間である西渡駅と江川路駅の構造物と西渡から滬閔路の東川路南側の軌道は「滬閔路-滬杭公路地方交通越江工程調整」により先行して建設された。「滬閔路-滬杭公路地方交通越江工程調整」は閔浦二橋と略称され、北は閔行区の滬閔路東川路以北、南は奉賢区滬杭公路西閘路以南までであり、全長は4.73 kmである。上層に四車線道路が、下層に軌道交通5号線が走る。
南延伸区間はもともとR1号線の東川路以南区間として計画された。奉賢区民の利便のため、上海市政府の協商を経て閔行区政府は奉賢区まで延伸することを決定した。南延伸区間の距離は約19.628 kmであり、南に延伸することを計画の条件とした。地下区間は7.747 km、地上区間は約0.668 km、高架区間は11.213 kmからなり、地下駅が4駅、地上駅が5駅新設される。2018年12月30日に営業運転を開始した。5号線はもともと4両編成の車両のみ運用されていたが、需要を考慮して南延伸区間は6両編成で設計され、もともとの駅を改造して乗車人員の増加に対応した。既存の5号線の駅のうち、6両編成が新たに停車する駅の有効長を80 mから120 mに拡張した。莘庄駅の折り返し線も改造された。 

## 歴史
- 2003年11月25日：莘荘駅 - 閔行開発区駅間が開通。
- 2018年12月30日：東川路駅 - 奉賢新城駅間が開通。

## 車両
05C02型
- 製造会社：中国中車長春軌道客車
- 設計時速：80 km/h
- 車両編成：6両編成（Tc+Mp+M+M+Mp+Tc）
- 長さ：11,674mm（全車両）
- 幅：2.6 m
- 編成定員：1780人

05C01型（旧AC11型）
- 製造会社：アルストム、上海アルストム交通設備有限公司
- 設計時速：80 km/h
- 車両編成：4両編成（Tc+Mp+Mp+Tc）
- 長さ：19,490 mm（Tc）、19,440 mm（Mp）
- 幅：2.6 m
- 編成定員：1170人

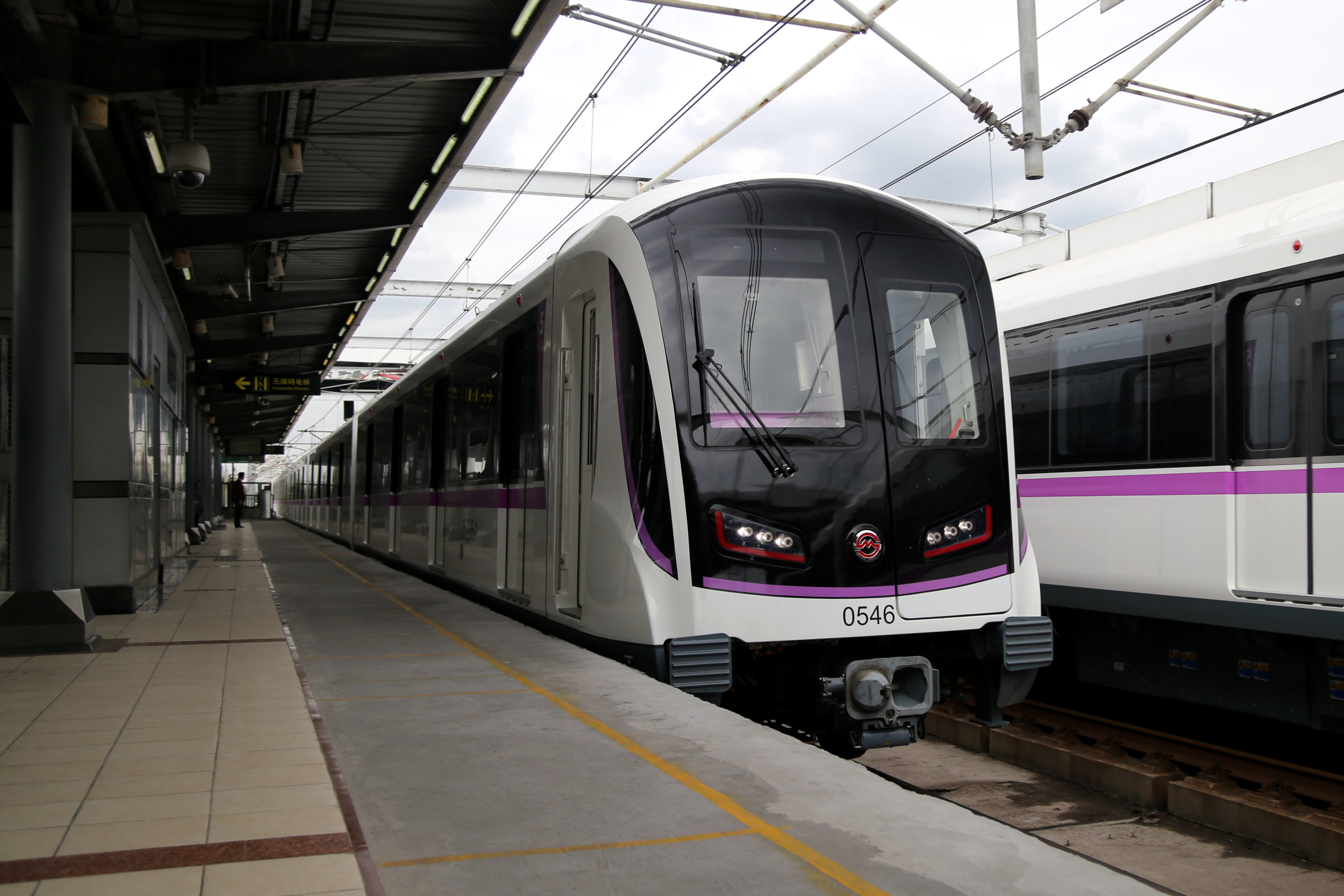
05C02型
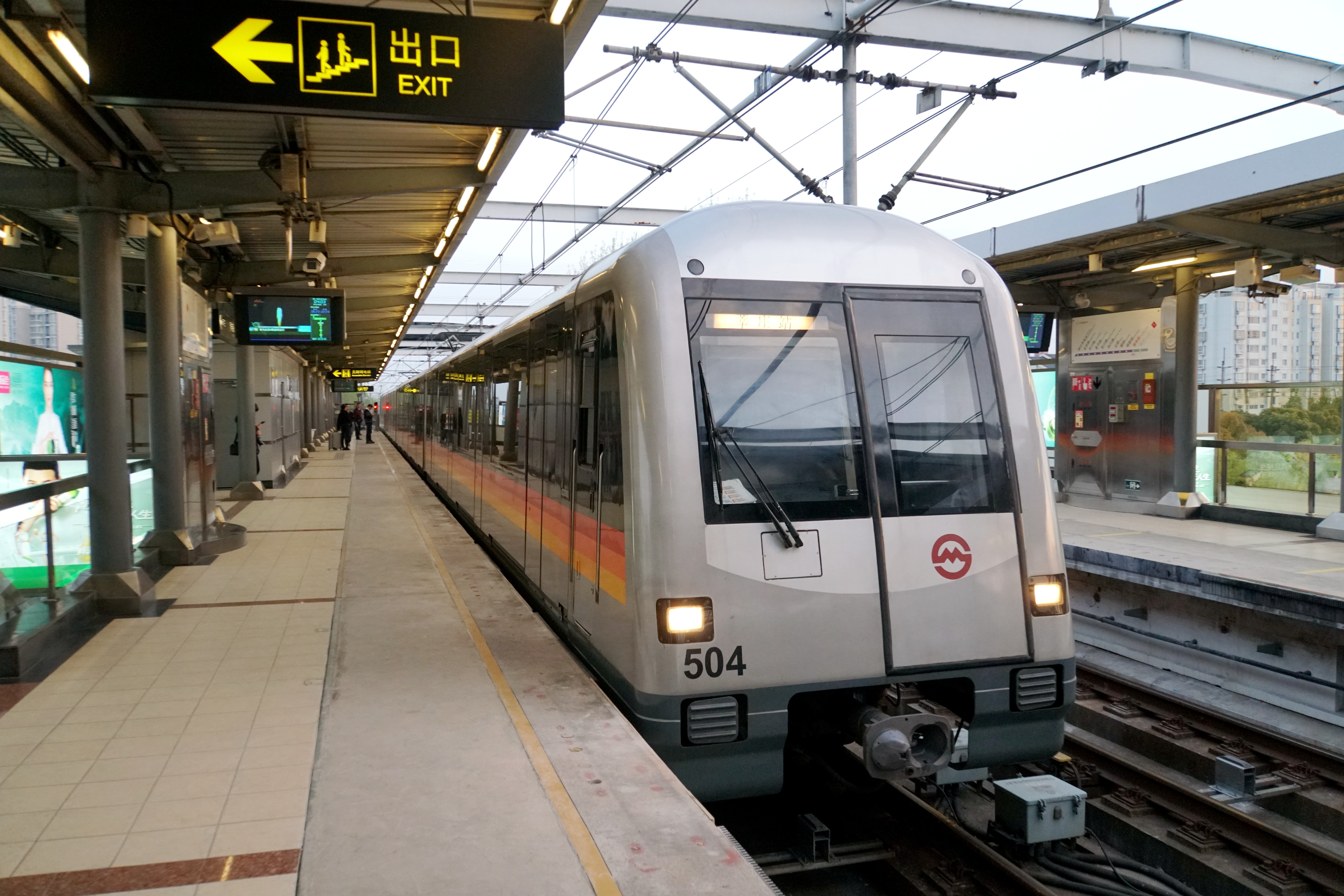
05C01型（旧AC11型）

## 駅一覧
| 駅名         | 駅名         | 駅名                     | 駅間 キロ | 営業 キロ | 接続路線・備考 | 所在地 | 所在地 |
| 日本語       | 簡体字中国語 | 英語                     | 駅間 キロ | 営業 キロ | 接続路線・備考 | 所在地 | 所在地 |
| ------------ | ------------ | ------------------------ | --------- | --------- | -------------- | ------ | ------ |
| 本線         |              |                          |           |           |                |        |        |
| 莘荘駅       | 莘庄站       | Xinzhuang                | 0.000     | 0.000     | ■1号線         | 上海市 | 閔行区 |
| 春申路駅     | 春申路站     | Chunshen Road            | 1.588     | 1.588     |                | 上海市 | 閔行区 |
| 銀都路駅     | 银都路站     | Yindu Road               | 1.075     | 2.663     |                | 上海市 | 閔行区 |
| 顓橋駅       | 颛桥站       | Zhuanqiao                | 2.757     | 5.420     |                | 上海市 | 閔行区 |
| 北橋駅       | 北桥站       | Beiqiao                  | 2.551     | 7.971     |                | 上海市 | 閔行区 |
| 剣川路駅     | 剑川路站     | Jianchuan Road           | 2.176     | 10.147    |                | 上海市 | 閔行区 |
| 東川路駅     | 东川路站     | Dongchuan Road           | 0.969     | 11.116    | ■5号線支線     | 上海市 | 閔行区 |
| 江川路駅     | 江川路站     | Jiangchuan Road          | 1.485     | 12.601    |                | 上海市 | 閔行区 |
| 西渡駅       | 西渡站       | Xidu                     | 1.996     | 14.597    |                | 上海市 | 奉賢区 |
| 蕭塘駅       | 萧塘站       | Xiaotang                 | 2.747     | 17.344    |                | 上海市 | 奉賢区 |
| 奉浦大道駅   | 奉浦大道站   | Fengpu Avenue            | 2.741     | 20.086    |                | 上海市 | 奉賢区 |
| 環城東路駅   | 环城东路站   | East Huancheng Road      | 2.342     | 22.427    |                | 上海市 | 奉賢区 |
| 望園路駅     | 望园路站     | Wangyuan Road            | 1.899     | 24.326    |                | 上海市 | 奉賢区 |
| 金海湖駅     | 金海湖站     | Jinhai Lake              | 1.216     | 25.542    |                | 上海市 | 奉賢区 |
| 奉賢新城駅   | 奉贤新城站   | Fengxian Xincheng        | 1.654     | 27.196    |                | 上海市 | 奉賢区 |
| 支線         |              |                          |           |           |                |        |        |
| 東川路駅     | 东川路站     | Dongchuan Road           | 0.000     | 11.116    | ■5号線本線     | 上海市 | 閔行区 |
| 金平路駅     | 金平路站     | Jinping Road             | 1.459     | 12.575    |                | 上海市 | 閔行区 |
| 華寧路駅     | 华宁路站     | Huaning Road             | 1.487     | 14.062    |                | 上海市 | 閔行区 |
| 文井路駅     | 文井路站     | Wenjing Road             | 1.446     | 15.508    |                | 上海市 | 閔行区 |
| 閔行開発区駅 | 闵行开发区站 | Minhang Development Zone | 1.105     | 16.613    |                | 上海市 | 閔行区 |